# Hehner Grotten

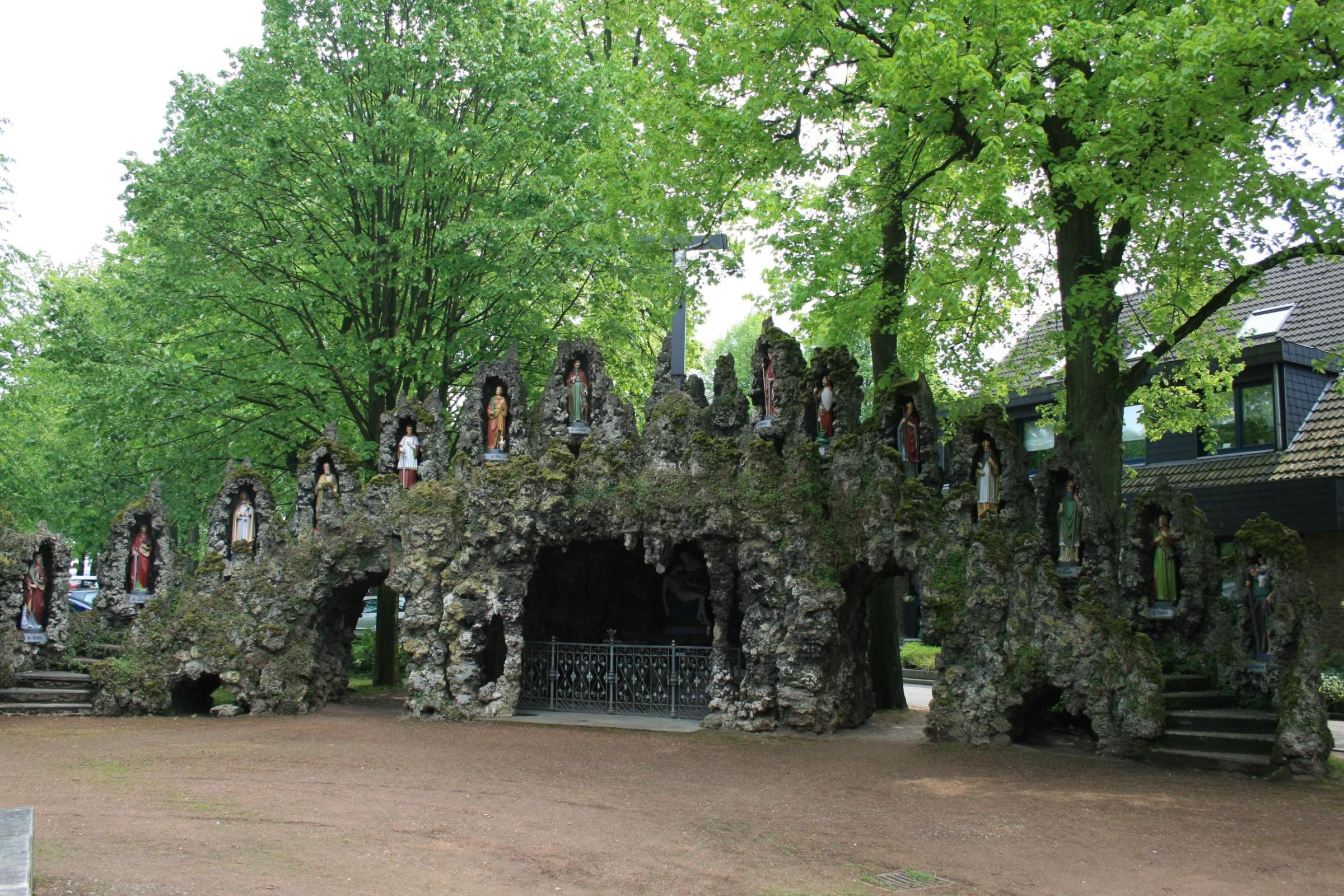
Die Grotte der 14 Nothelfer am Wallfahrtsort

Die Hehner Grotten stehen im Stadtteil Hehn in Mönchengladbach (Nordrhein-Westfalen), Heiligenpesch 81b. Sie sind Teil des Wallfahrtortes St. Mariä Heimsuchung Hehn-Heiligenpesch, der seit dem 16. Jahrhundert die Pilger anzieht. Die Grottenanlage aus Tuffstein wurde zwischen 1894 und 1895 erbaut. Sie besteht aus drei Grotten: der Rochusgrotte, der Lourdesgrotte und der Grotte der 14 Nothelfer.
Das außergewöhnliche Bauensemble steht seit dem 2. Juni 1987 unter Denkmalschutz. Es wurde unter Nr. H 036 in die Denkmalliste der Stadt Mönchengladbach eingetragen.

## Geschichte
In der Kirchenchronik wird bereits 1883 eine Heilige Grotte in Hehn erwähnt. In ihr standen eine Muttergottesfigur und die Rochusstatue der 1870 abgerissenen Marienkapelle. Wo genau, darüber schweigen die Aufzeichnungen. Vermutlich stand sie in der Nähe der heilkräftigen Quelle bei der Rochusgrotte. Von ihr ist heute nichts mehr erhalten.
Die heutige Grottenanlage aus den Jahren 1894 und 1895 hat ihre Erbauung dem damaligen Pfarrer Theodor Jöbges zu verdanken. Durch den Kulturkampf im Kaiserreich mit der strikten Trennung von Staat und Kirche sanken die Besucherzahlen der Pilgerstätte drastisch. Um die Wallfahrt wieder attraktiver zu machen, beschloss man den Bau der mehrteiligen Grottenanlage mit den Heiligenfiguren.
Zunächst wurde 1894 mit Erlaubnis des Kölner Generalvikars die Rochusgrotte neben der Gnadenkapelle Heiligenpesch und die Lourdesgrotte hinter der Kirche errichtet. Ein Jahr später folgte die große begehbare Grotte der 14 Nothelfer.
1983 wurde die Grottenanlage vollständig renoviert.

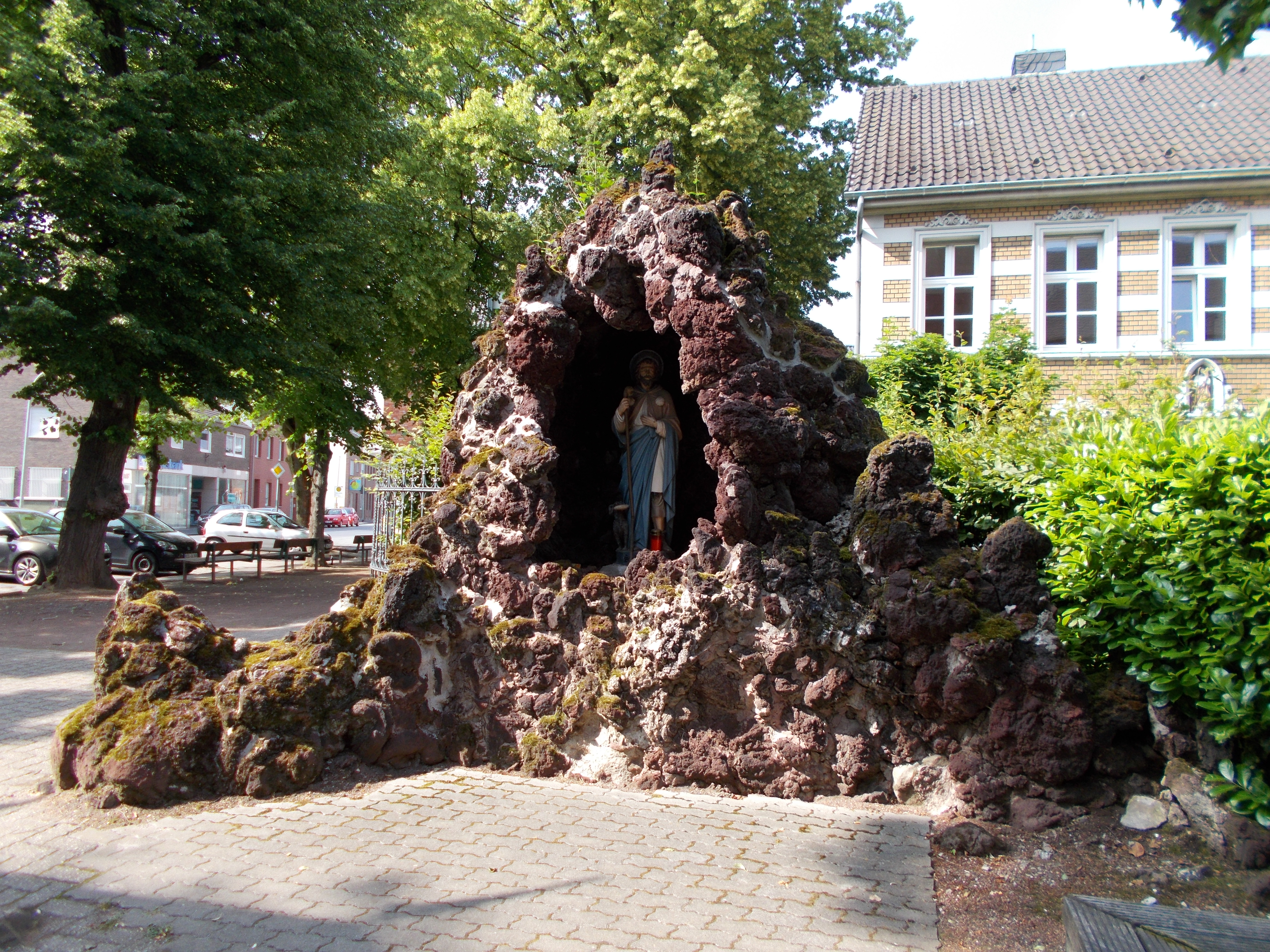
Rochusgrotte

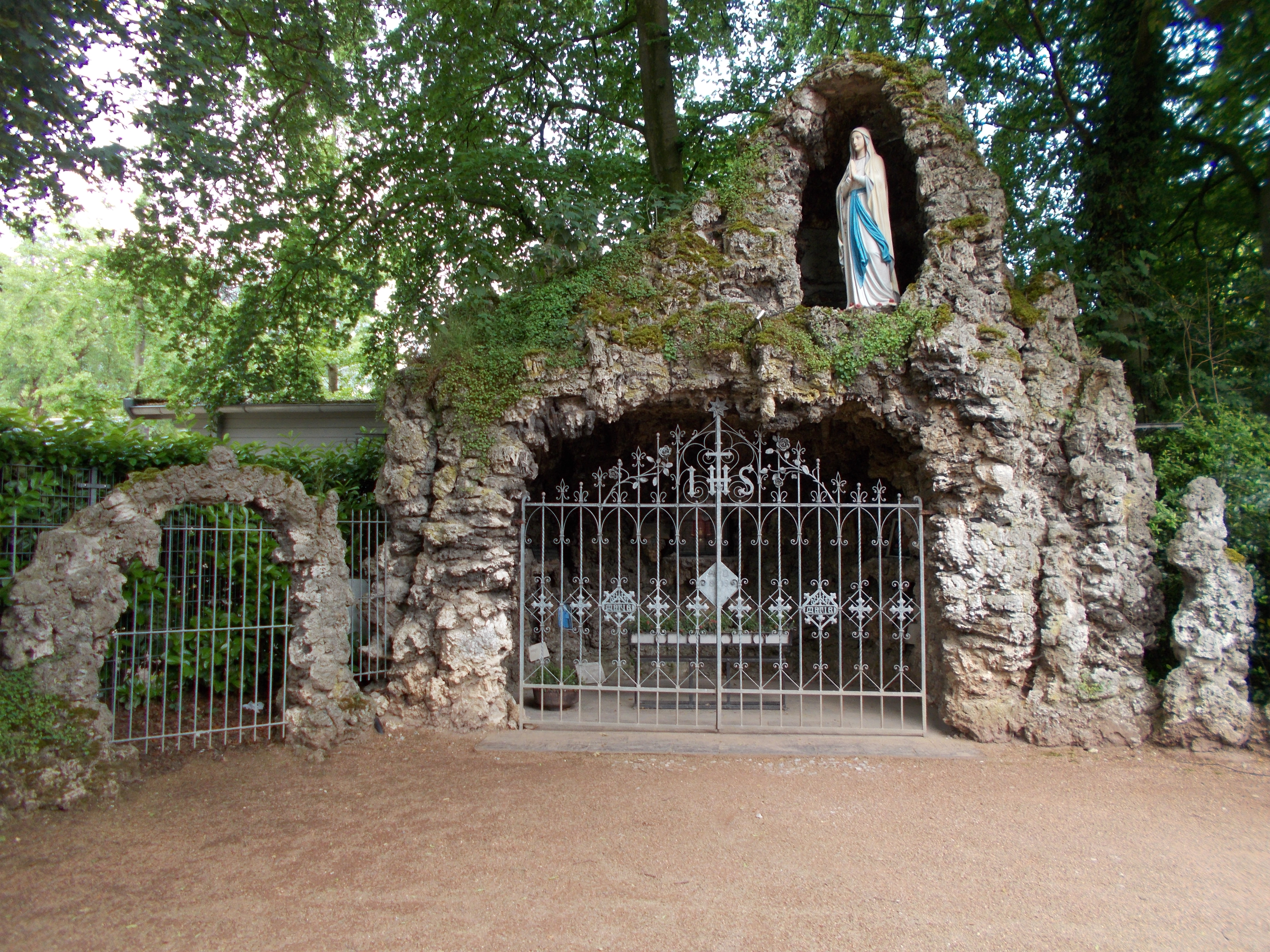
Lourdesgrotte im Heiligenpesch

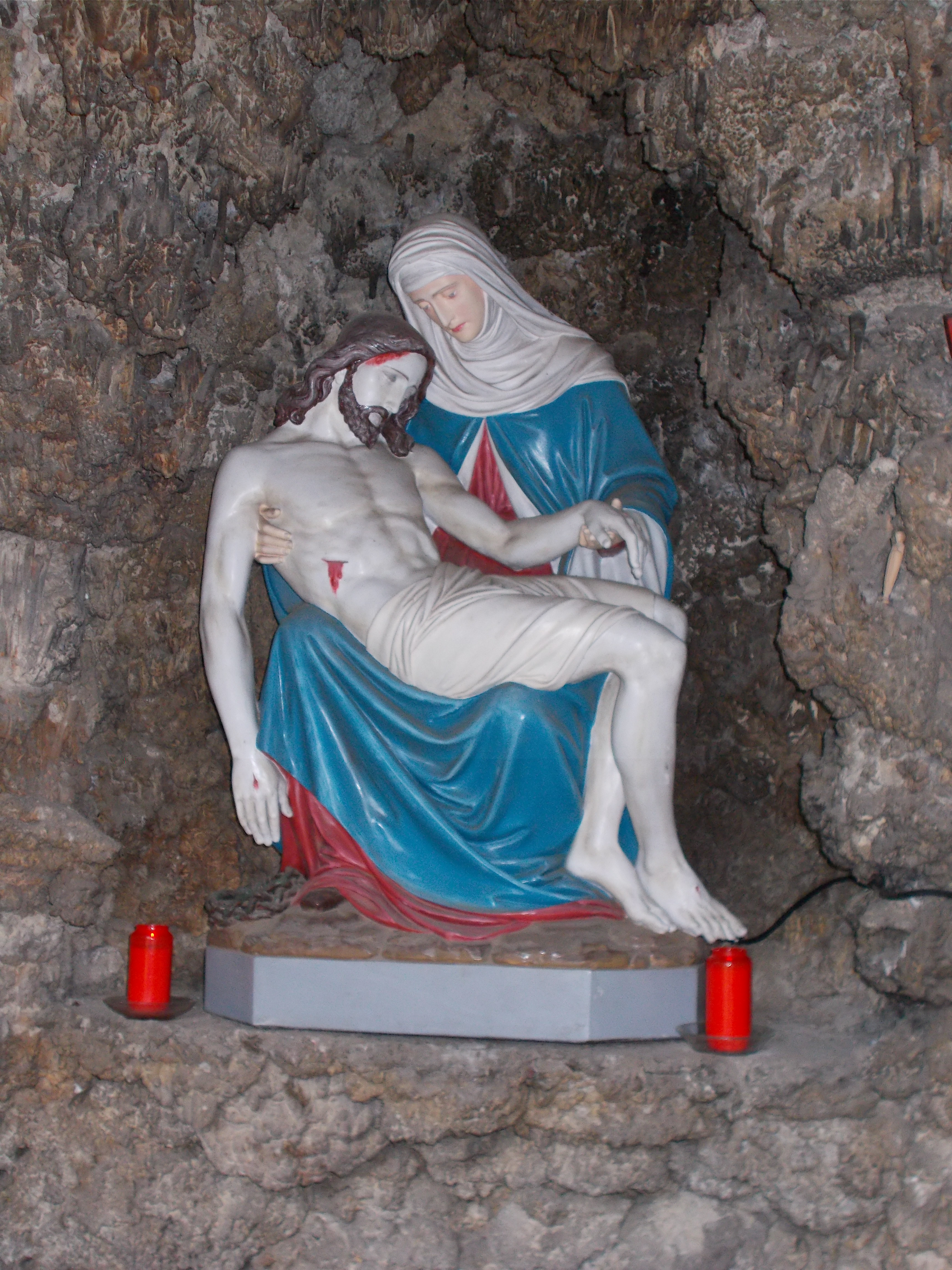
Die Pietà als „15. Nothelferin“ in der Grotte der vierzehn Nothelfer.

## Architektur
Für das Bistum Aachen, selbst für den gesamten Niederrhein, sind die Hehner Grotten in ihrer Form einzigartig. Normalerweise würde man so eine Wallfahrtsanlage eher in Bayern vermuten. Die Grotten, hier als künstliche Höhlen, entstammen der Gartenkunst der Renaissance und des Barock und sind mit Fels- und Muschelwerk dekoriert. Sie sind von unterschiedlicher Größe und Höhe. Die größte, die Grotte der 14 Nothelfer, ist über Treppenstufen sogar begehbar. Die Figuren der Heiligen sind aus Terrakotta und sehr volkstümlich gestaltet.

## Die Rochusgrotte
In der Nähe der Gnadenkapelle, links neben dem Hauptportal der Kirche Mariä Heimsuchung, steht die Grotte des Heiligen Rochus von Montpellier. Der Schutzpatron für das Vieh wurde von den Bauern verehrt. Als Pilger passt er ganz gut zu den Wallfahrtsort. Früher entsprang hier eine Quelle, die als heilkräftig bei Augenleiden und andere Krankheiten galt. Sie wurde, wie der Pfarrer notierte, auch von „Andersgläubigen“ genutzt. Die Wasserstelle ist heute versiegelt.
Die Figur des Heiligen Rochus mit Wanderstab und Hund schuf der Gladbacher Künstler Fritz Högen (1862–1930). Sie kostete den Marienbauverein stattliche 125 Mark. Die Summe entsprach damals mehr als der doppelte Monatsverdienst eines Webers im Rheinland. Die Materialien für den Grottenbau lieferte die Firma Elber und Herx aus Mönchengladbach.

## Die Lourdesgrotte
Die Lourdesgrotte in Hehn wurde 1894 mit Erlaubnis des Kölner Generalvikariats errichtet. Im Laufe der Jahre hat sich ihr Erscheinungsbild und ihr Standort verändert. Zuletzt wurde sie 1983 vollständig renoviert. Sie stellt die Erscheinung der Mutter Gottes in Lourdes nach und wie sie der gottesfürchtigen Bernadette begegnete. Das betende Mädchen in der kleinen Nebengrotte wird oftmals mit der Heiligen Anna in Verbindung gebracht.
In der großen Höhle darunter wurden fünf Steine aus der Grotte von Lourdes eingelassen um die Kraft des heiligen Ortes zu verstärken. Von ihnen sind allerdings nur noch drei übrig. Auf einen kleinen Podest befindet sich in einem Schrein eine circa 45 cm hohe Kopie des Prager Jesuleins. Das Original des Jesusknaben aus dem 16. Jahrhundert steht im Karmeliterkloster in Prag. Zahlreiche Fürbittentafeln und Mitbringsel zeugen von der Heiligenverehrung.

## Die Grotte der 14 Nothelfer
Die Grotte der vierzehn Nothelfer wurde 1894 fertiggestellt. Sie ist die größte und beeindruckendste Grotte am Heiligenpesch. Der künstliche Felsenhügel ist über die beiden Treppen begehbar. In 14 Nischen entlang der Aufgänge befinden sich Standbilder der heiligen Frauen und Männer. Auf dem Gipfel steht ein Kruzifix mit Jesus. Dies war sehr ungewöhnlich, da die Verehreung der 14 Nothelfer vor allem im süddeutschen Raum verbreitet ist, während sich die Rheinländer bei Sorgen und Nöten an die Heilige Mutter wandten. Dies spiegelt sich in der Pietà in der Grotte unterhalb der Empore wider. Die trauernde Maria mit ihrem verstorbenen Sohn auf dem Schoss gilt sozusagen als die „15. Nothelferin“.
Die 14 Nothelfer wählte Pfarrer Theodor Jöbges womöglich, um die Pilger daran zu erinnern, dass es im katholischen Glauben für jedes Unbill einen persönlichen Fürsprecher gibt. Sie sind ein Zeugnis der Volksfrömmigkeit und zeigen durch ihre Lebensgeschichte die Annahme unveränderlicher Schicksale und spenden Trost in schwierigen Situationen.
Die Standbilder der Heiligen mit ihren Attributen sind aus Terrakotta und typische Werke der Volkskunst. Über ihre Herkunft ist nur wenig bekannt.

Fotografien der Standbilder
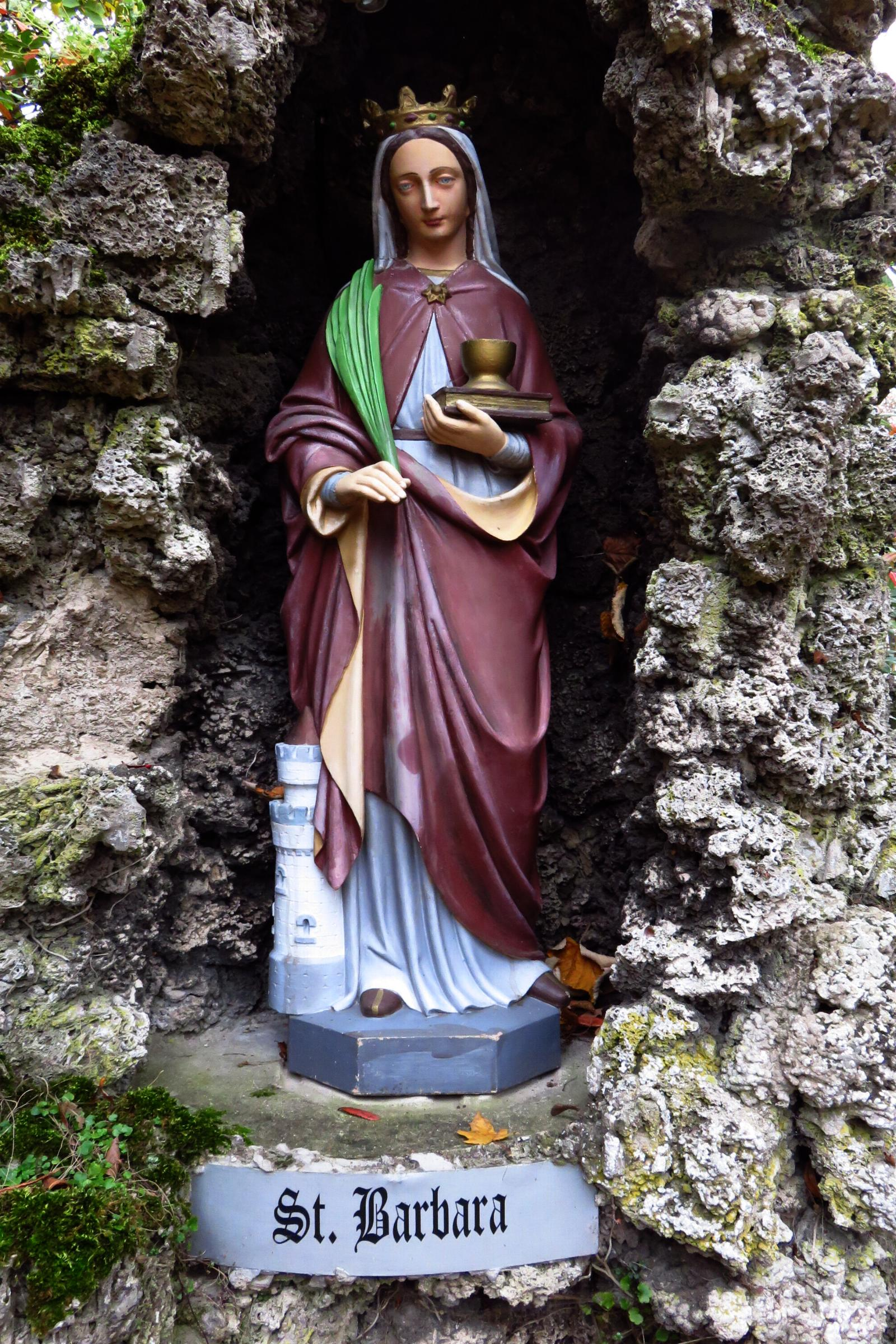
Barbara
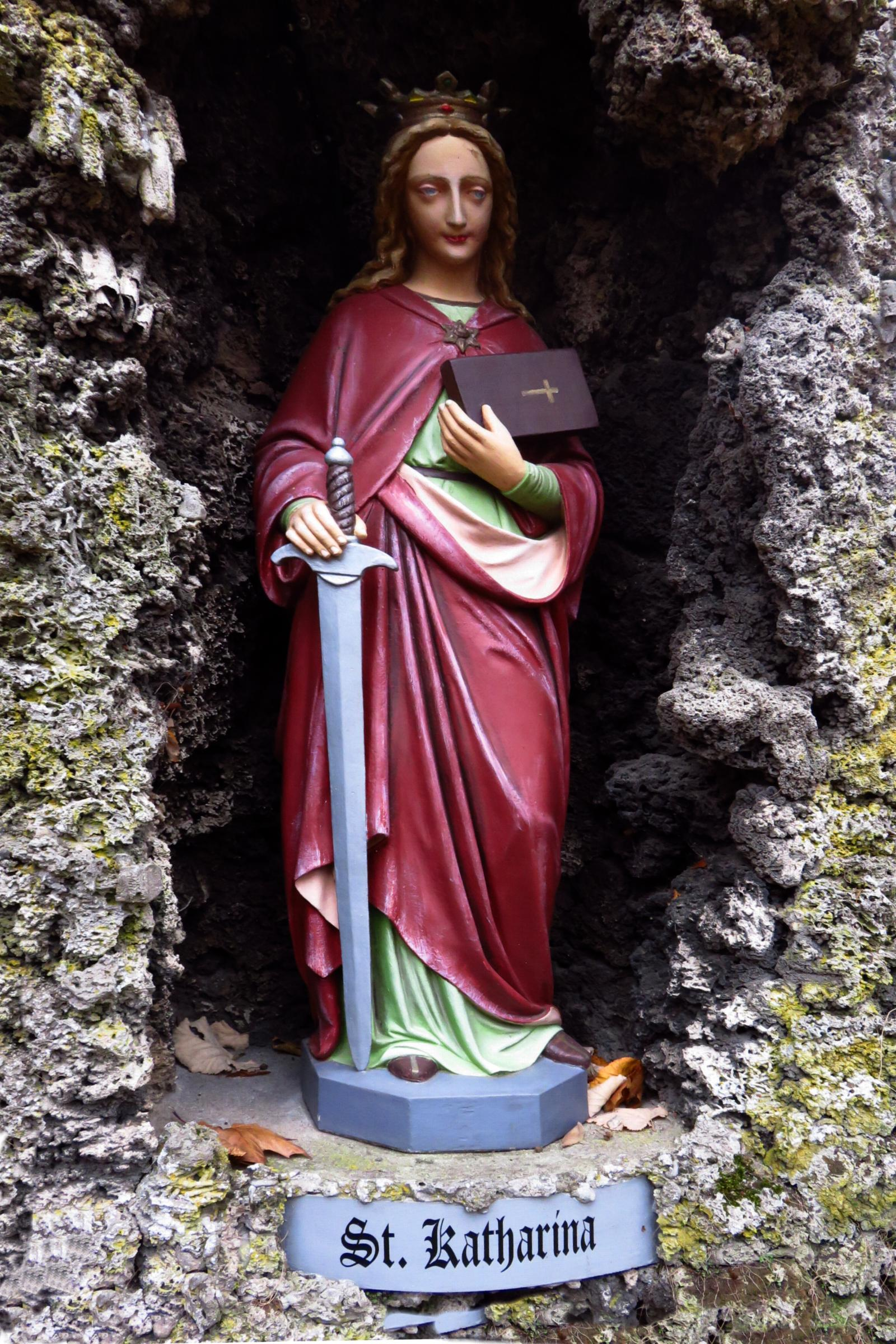
Katharina von Alexandrien
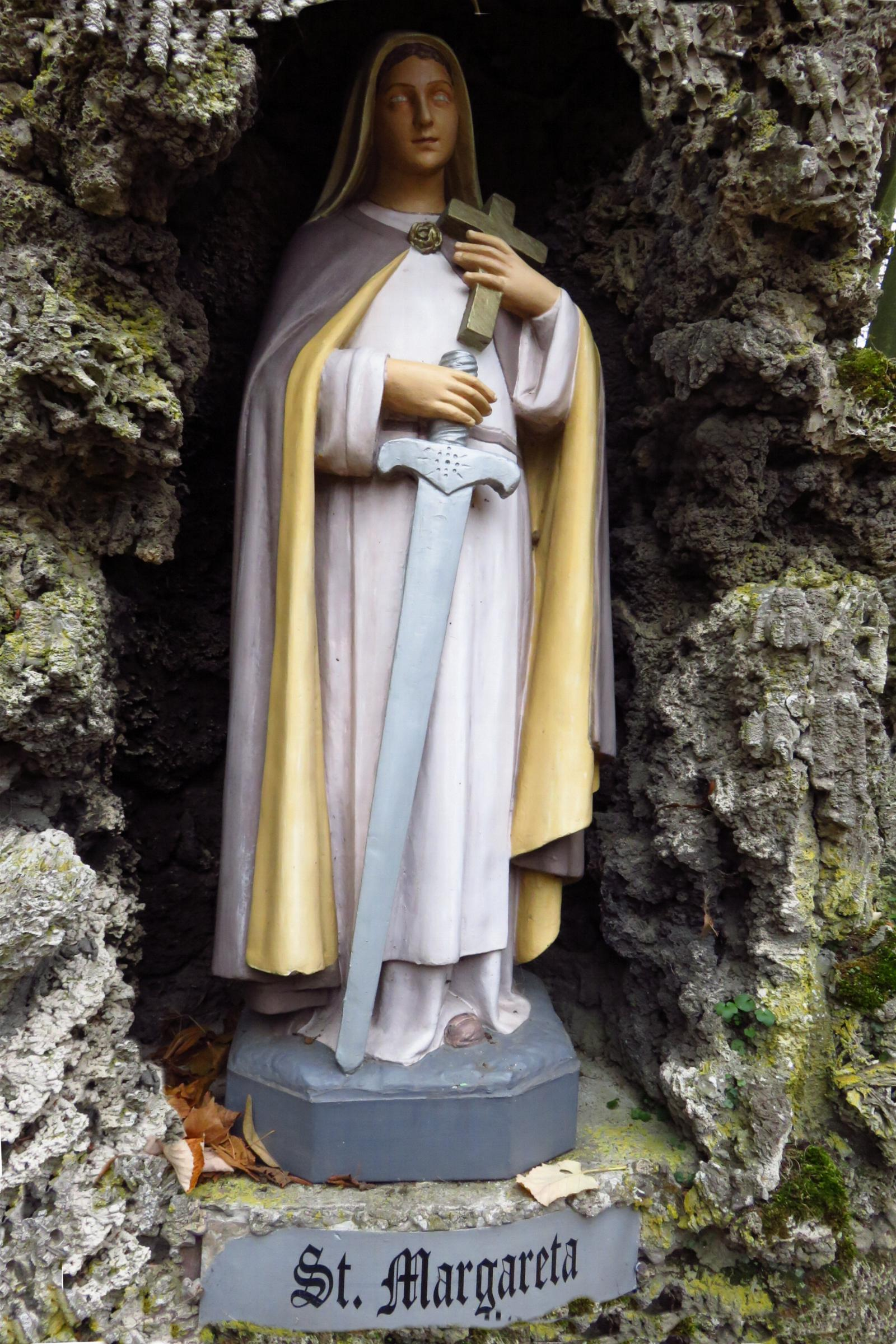
Margareta von Antiochia
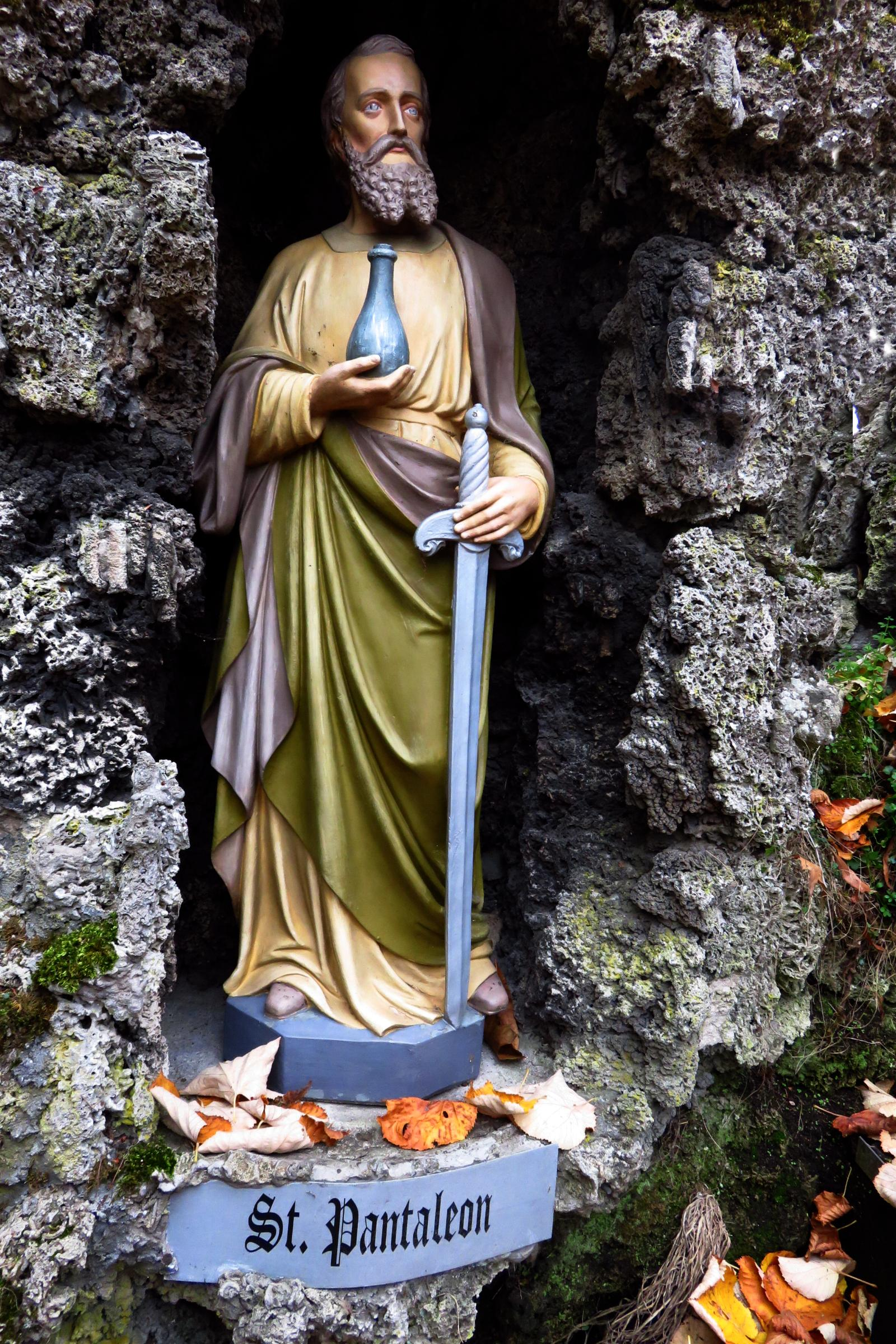
Pantaleon
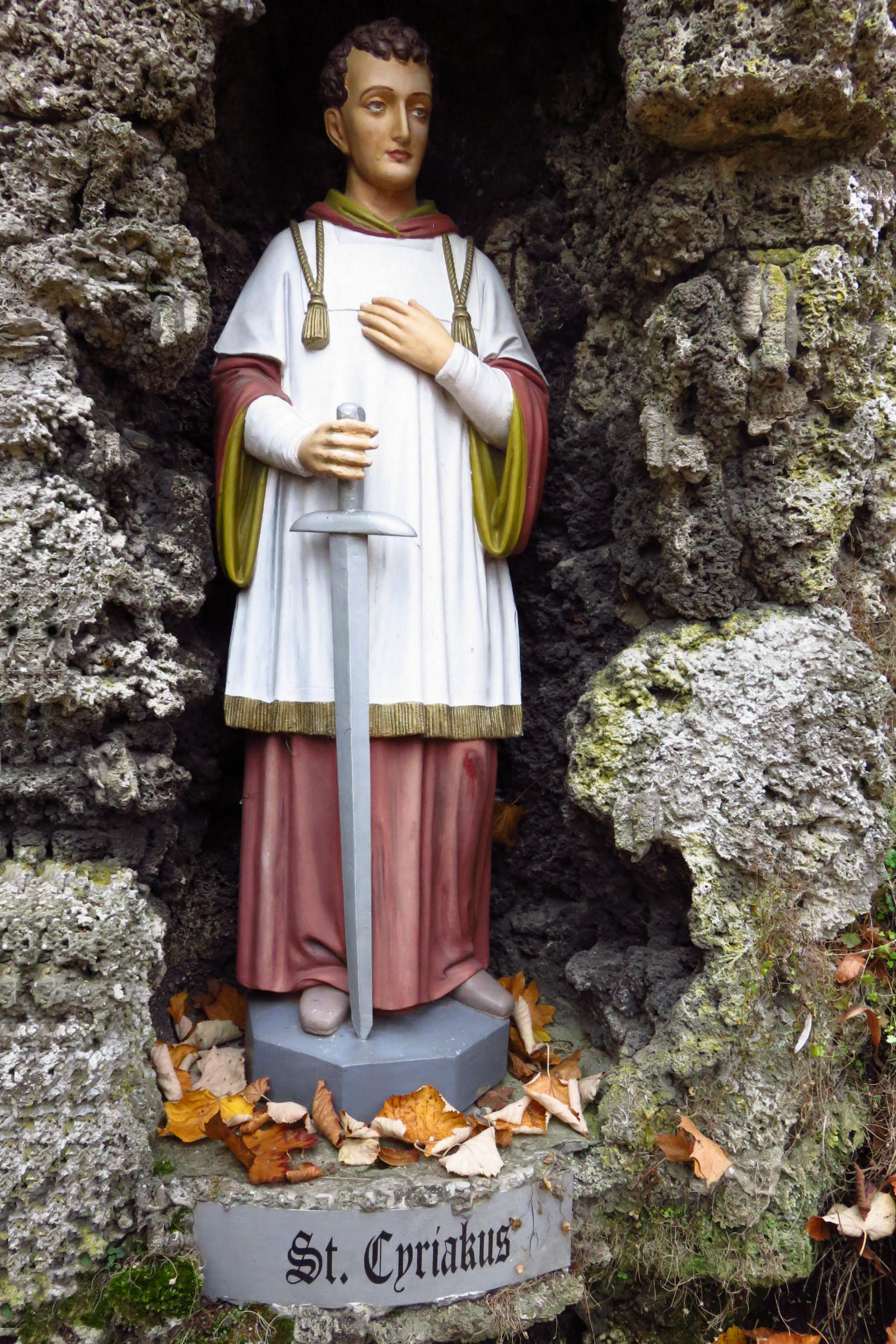
Cyriakus
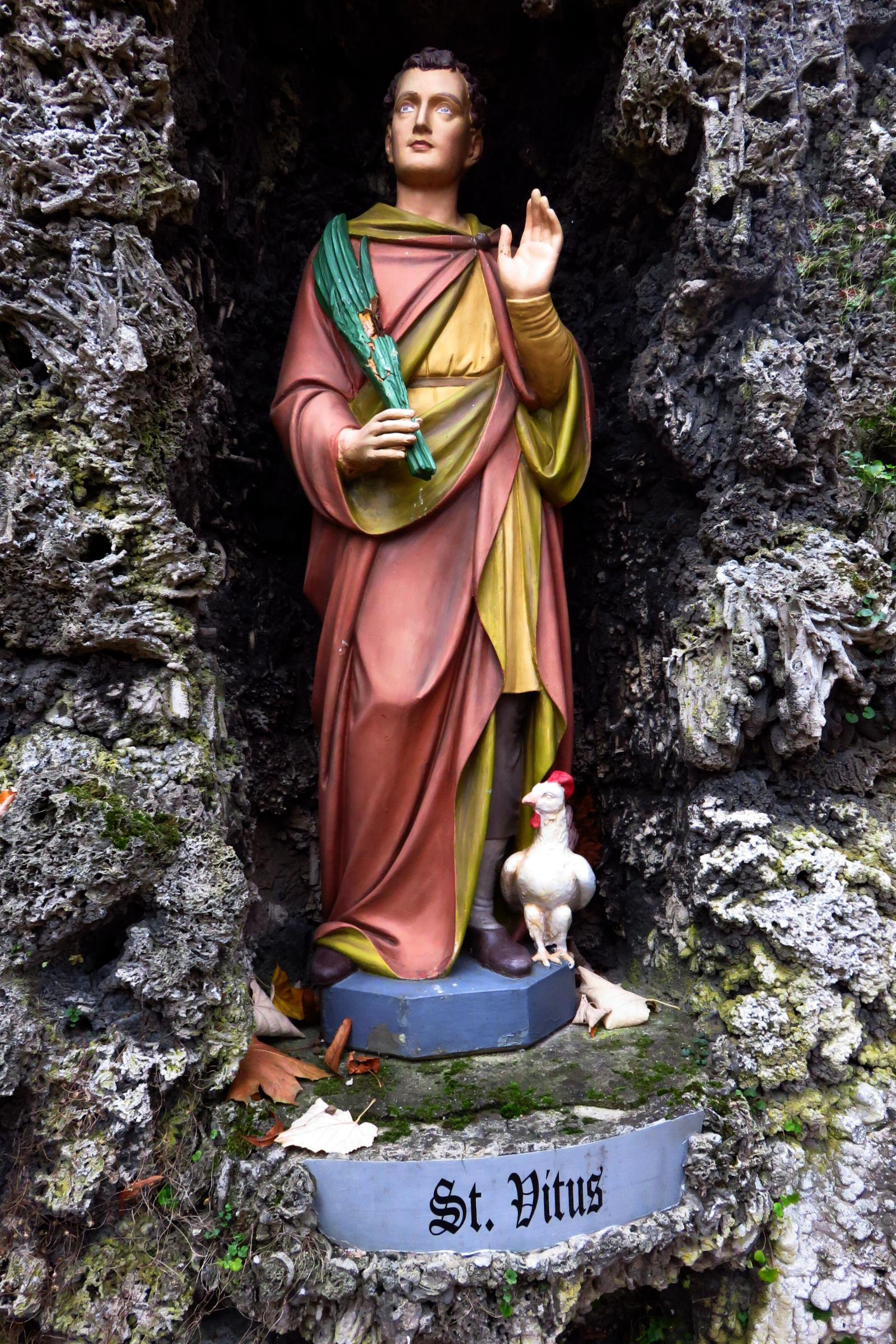
Vitus
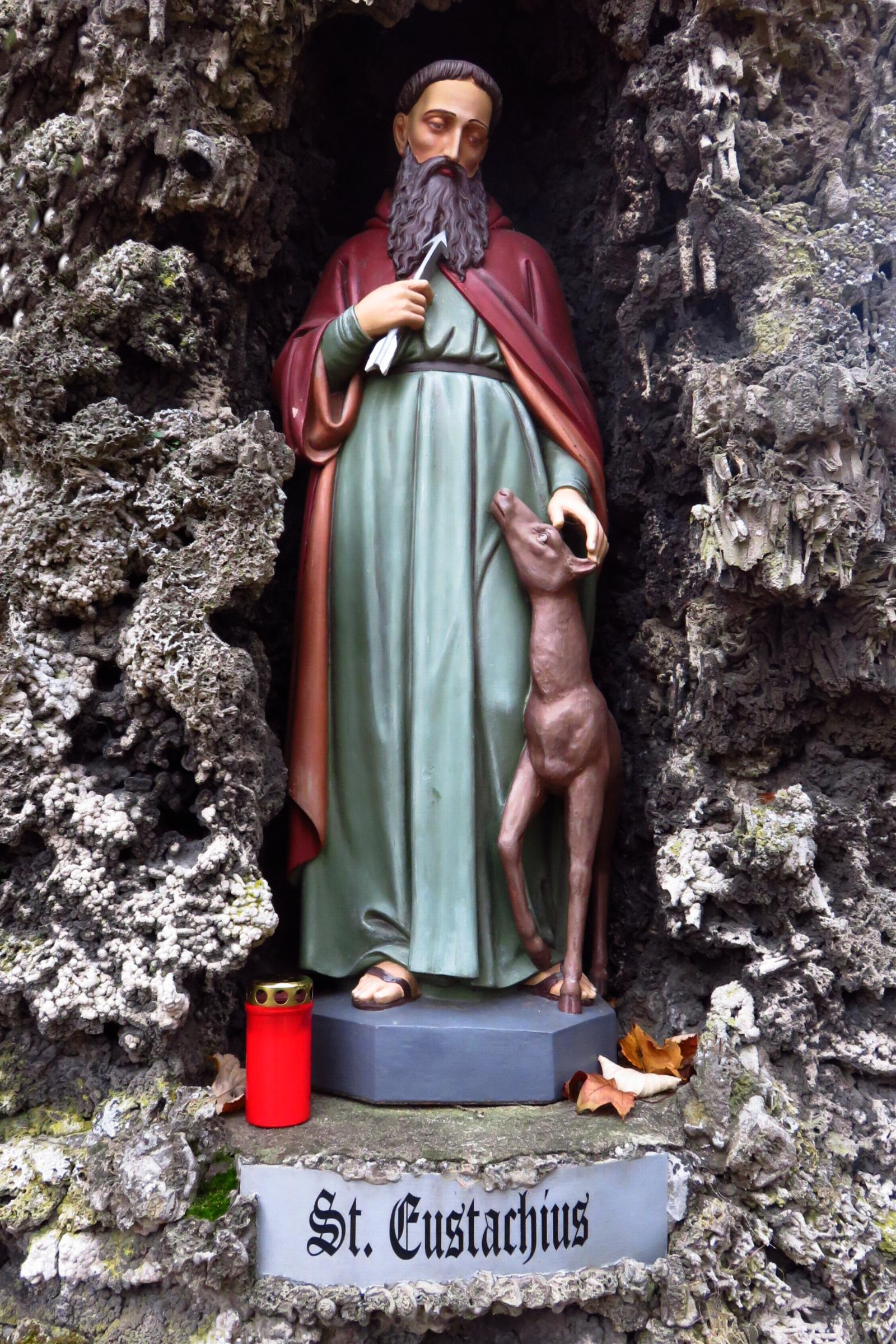
Eustachius
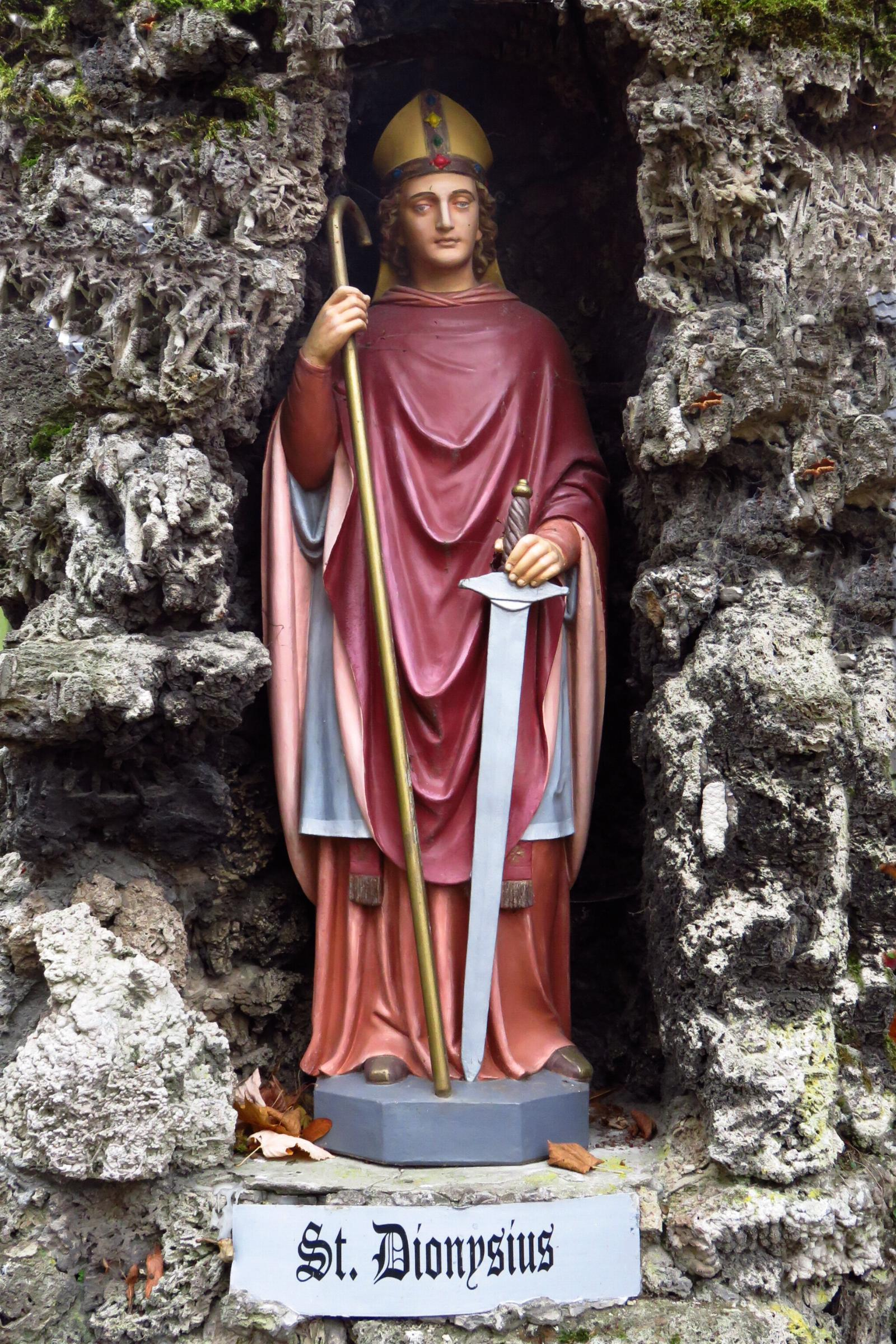
Dionysius
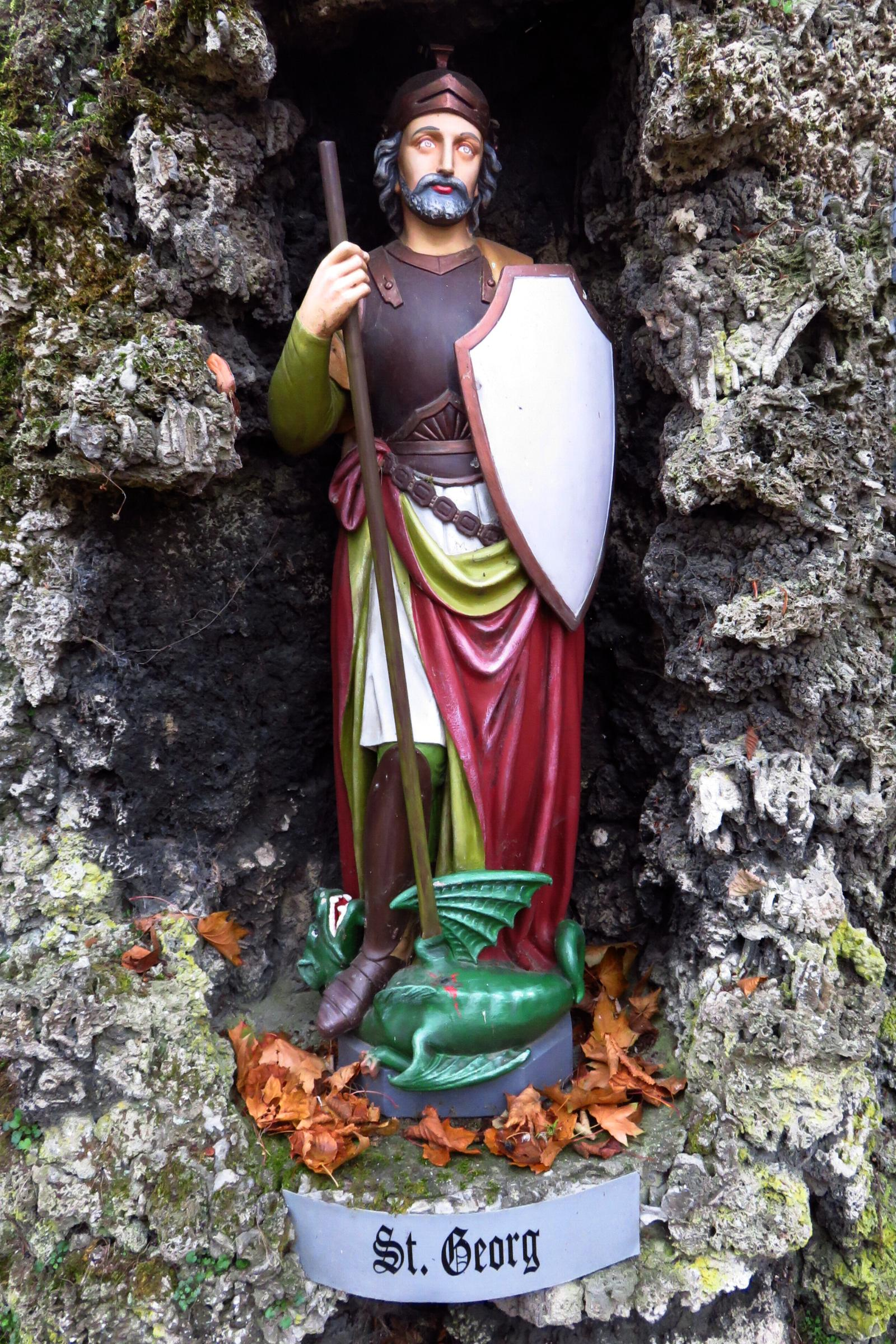
Georg
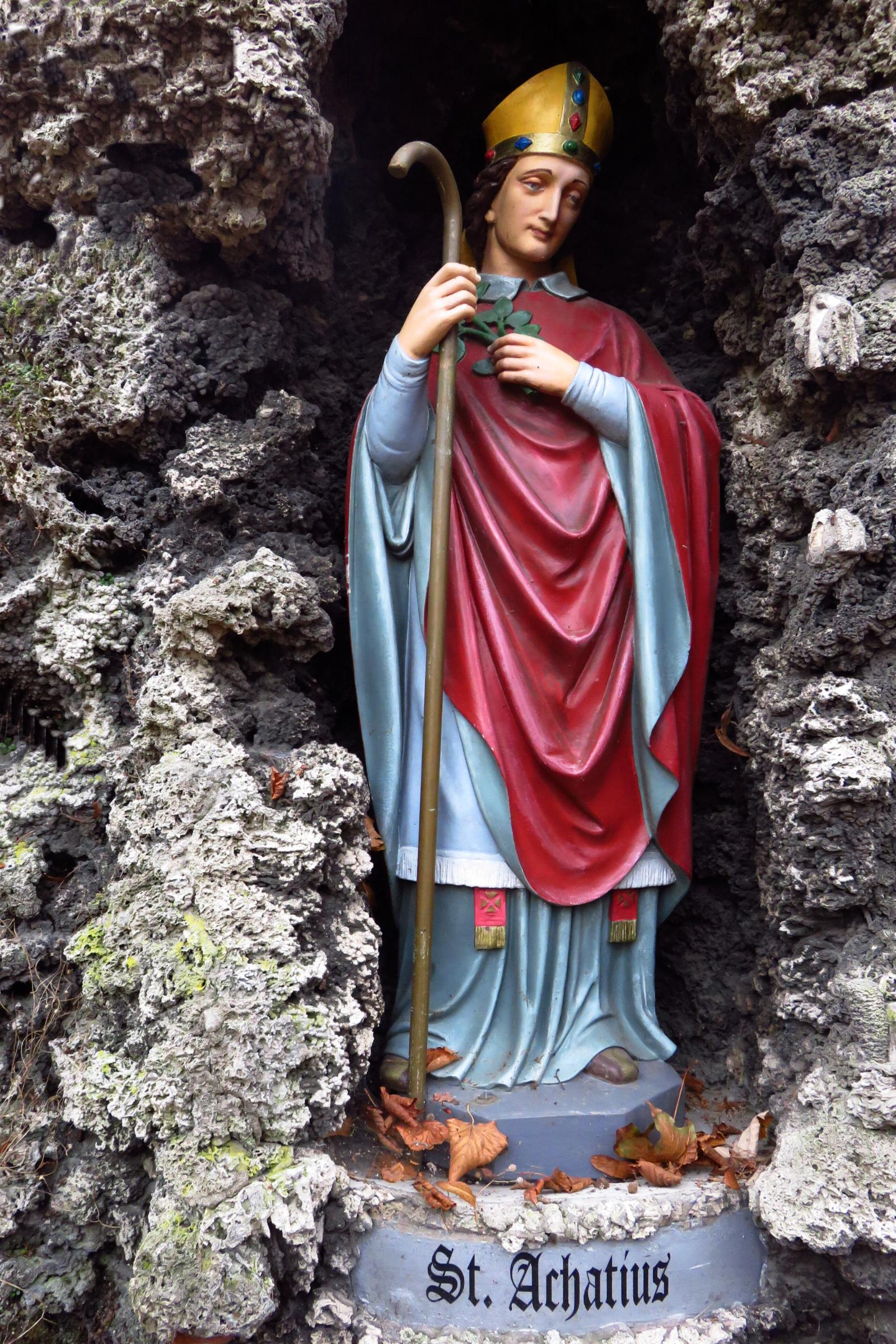
Achatius
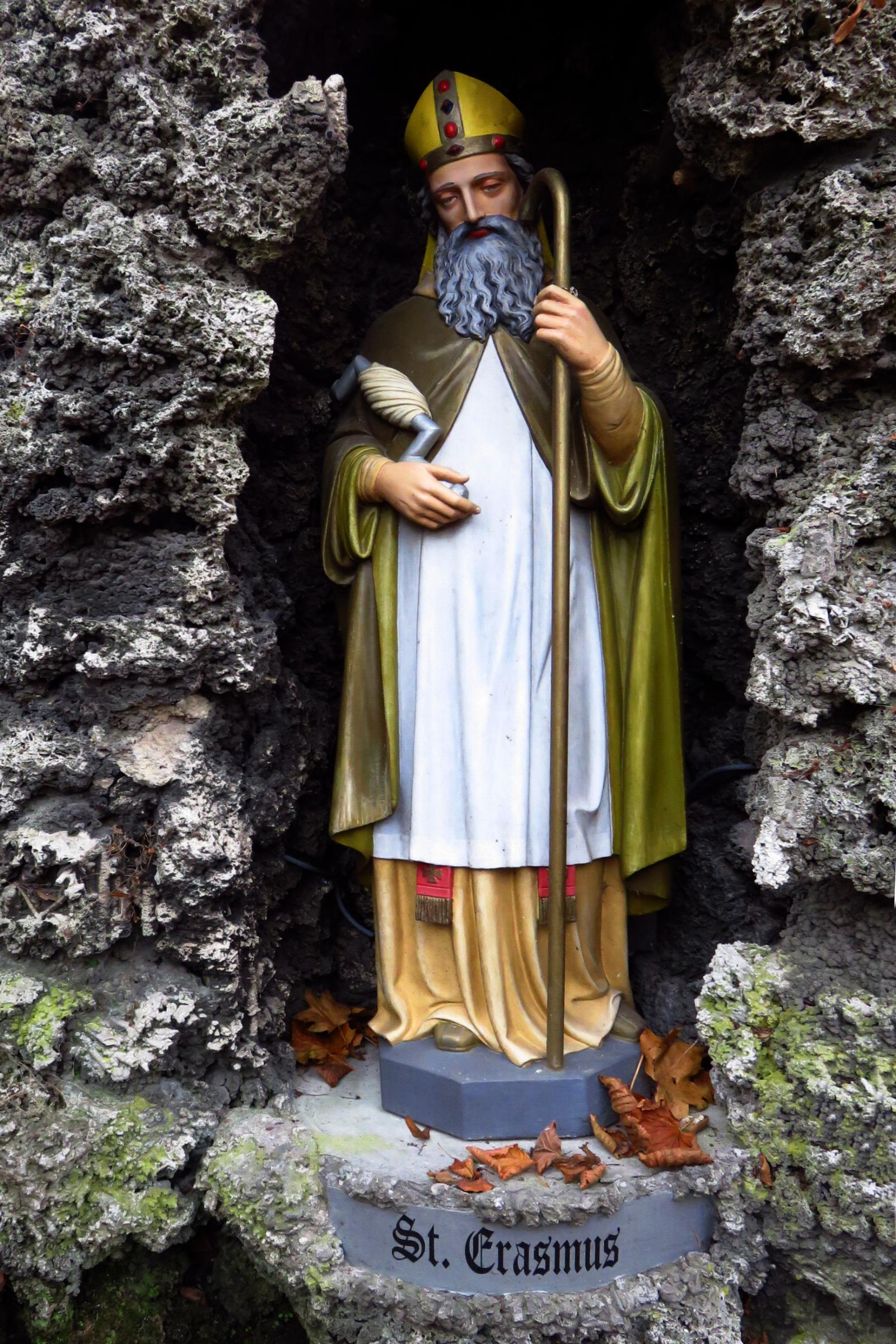
Erasmus
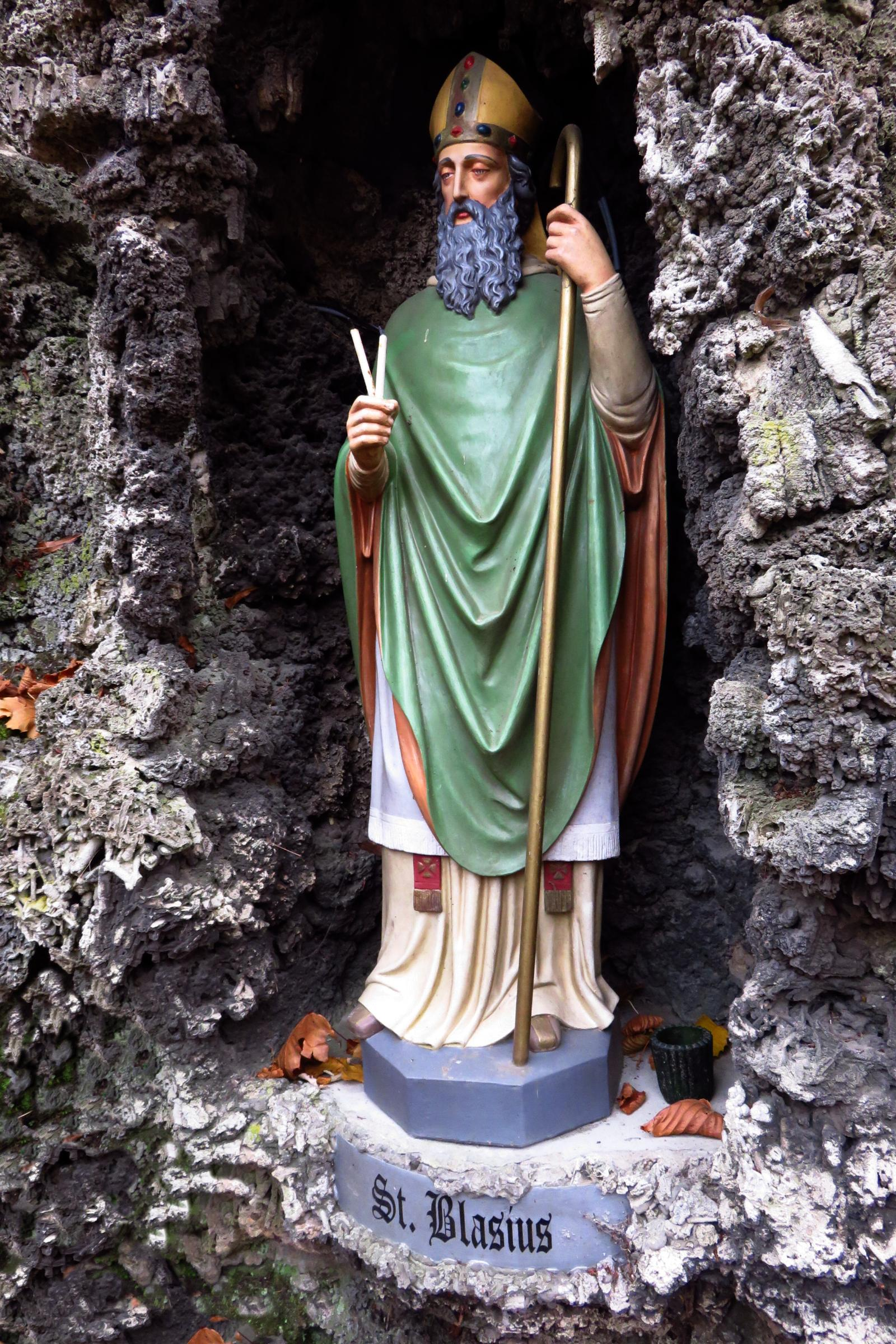
Blasius
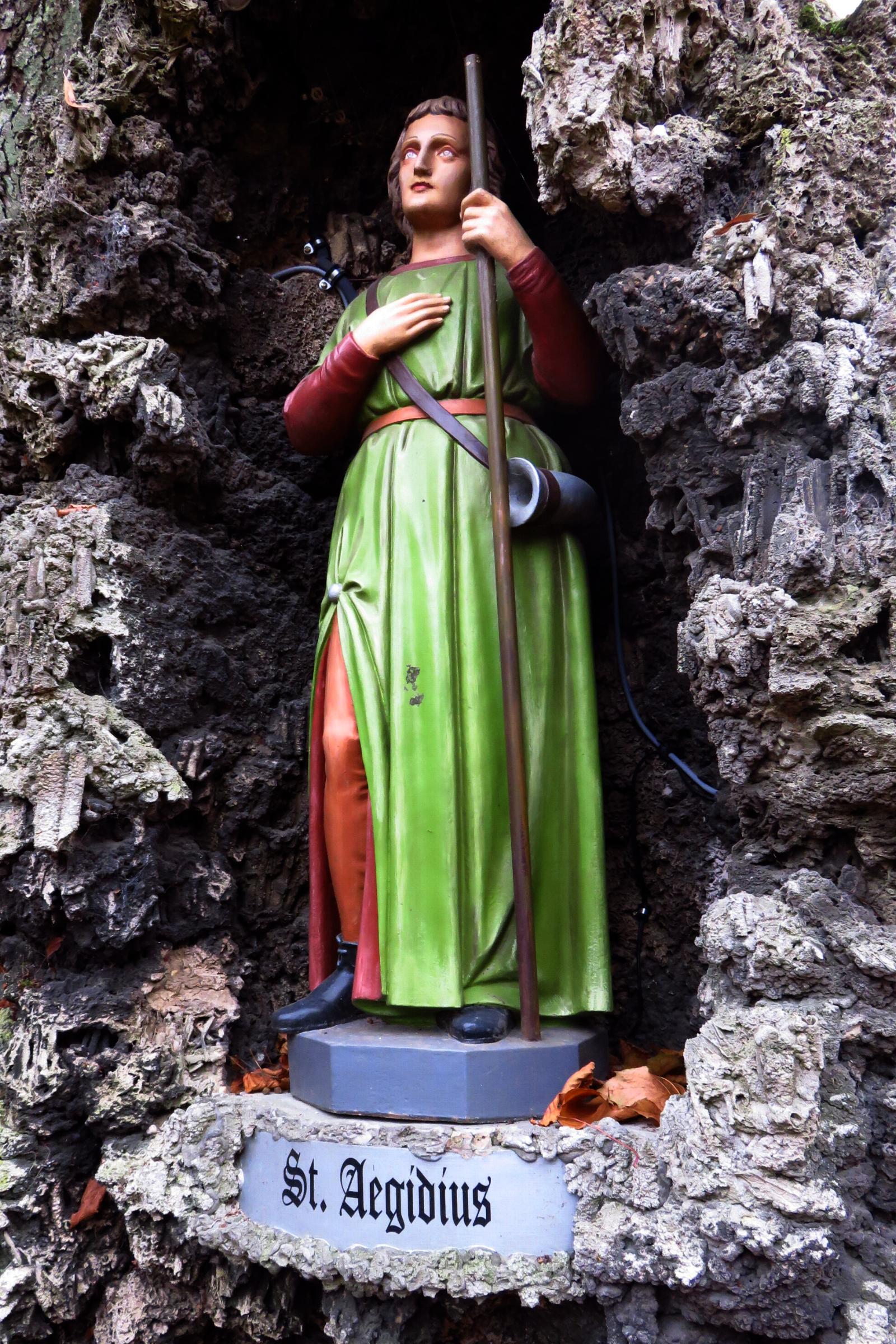
Aegidius
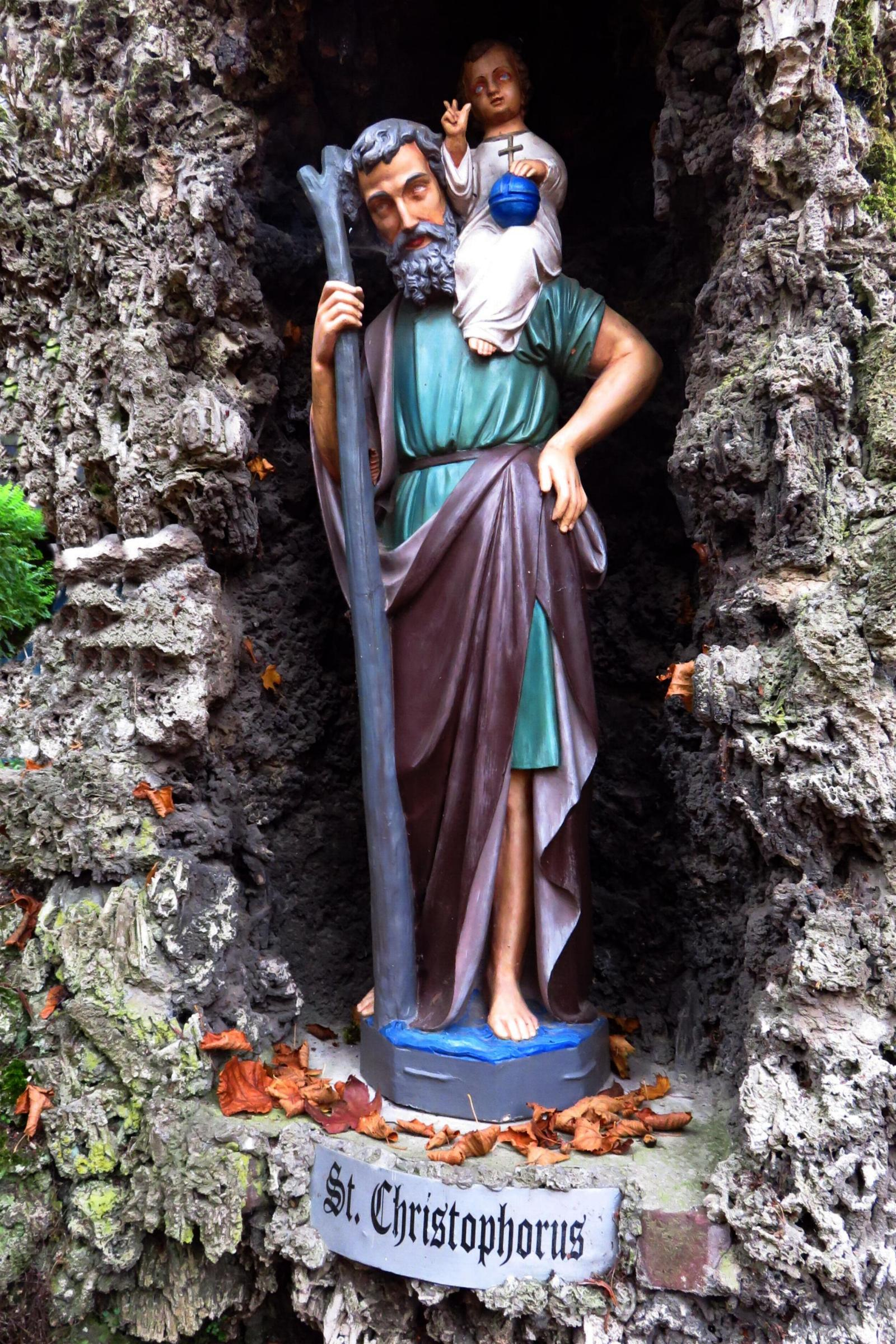
Christophorus